# Епископи (окръг Лимасол)
Епископѝ (на гръцки: Επισκοπή) е село в Кипър, окръг Лимасол. Според статистическата служба на Република Кипър през 2001 г. селото има 3076 жители.
Намира се на 14 km западно от Лимасол и е частично разположено на територията на британската военна база Акротири. Епископи е построено на хълма до древния гръцки град Курион.

## Побратимени градове
- Аргос, Гърция